# Jonah Williams (giocatore di football americano 1995)
Jonah Williams (Puyallup, 17 agosto 1995) è un giocatore di football americano statunitense che milita nel ruolo di defensive end per i Minnesota Vikings della National Football League (NFL).

## Carriera

### Los Angeles Rams
Williams firmò con i Los Angeles Rams dopo non essere stato scelto nel Draft NFL 2020. Fu svincolato il 4 settembre 2020 ma rifirmò con la squadra di allenamento il giorno successivo. Il 18 gennaio 2021 firmò un nuovo contratto con il club.
Williams riuscì a entrare nei 53 uomini del roster per l'inizio della stagione regolare 2021. Disputò 8 partite prima di venire svincolato il 2 novembre 2021.

### Minnesota Vikings
Il 3 novembre 2021 Williams firmò con i Minnesota Vikings ma fu svincolato il giorno successivo dopo avere fallito un test fisico.

### Los Angeles Rams
Il 9 novembre 2021 Williams firmò nuovamente con la squadra di allenamento dei Rams. A fine stagione vinse da inattivo il Super Bowl LVI dove i Rams batterono i Cincinnati Bengals.

### Ritorno ai Minnesota Vikings
Il 18 marzo 2024 Williams firmò per fare ritorno ai Minnesota Vikings. Fu svincolato il 27 agosto dopo di che rifirmò con la squadra di allenamento.

## Palmarès
- Super Bowl : 1

Los Angeles Rams: LVI
- National Football Conference Championship: 2

Los Angeles Rams: 2018, 2021